# Jeziora kartuskie
Jeziora kartuskie – zespół jezior rynnowych Pojezierza Kaszubskiego leżący na obszarze powiatu kartuskiego województwa pomorskiego, o łącznej powierzchni 119,9 ha. Prowadzi tędy również turystyczny  Szlak Kaszubski.
Jeziora znajdują się na północnym i południowym obszarze miejskim Kartuz, obecnie na skutek zanieczyszczeń utraciły w znacznej mierze swoje walory turystyczne. Jeziora Kartuskie to: Karczemne, Klasztorne Małe, Klasztorne Duże i Mielenko.